# Graignes-Mesnil-Angot
 Graignes-Mesnil-Angot es una población y comuna francesa, en la región de Baja Normandía, departamento de Mancha, en el distrito de Saint-Lô y cantón de Saint-Jean-de-Daye.

## Demografía
| 1120 | 1033 | 1206 | 1199 | 1187 | 1217 | 1232 | 1208 | 1163 | 1146 | 1132 | 1151 | 1158 | 1172 | 1126 | 1067 | 1081 | 1050 | 1004 | 996 | 920 | 818 | 849 | 795 | 776 | 712 | 782 | 783 | 677 | 602 | 588 | 534 | 617 | 797 |
| Para los censos de 1962 a 1999 la población legal corresponde a la población sin duplicidades (Fuente: INSEE [Consultar]) |      |      |      |      |      |      |      |      |      |      |      |      |      |      |      |      |      |      |     |     |     |     |     |     |     |     |     |     |     |     |     |     |     |